# Vivo X7
Vivo X7是Vivo推出的一款Android安卓智能手机。这款手机最初于2016年6月宣佈，7月開售。这款手机在開售的第一天就卖出了至少250,000部。它有一个5.2英寸（13 cm）显示屏、3000 mAh电池以及13和16MP摄像头。Vivo X7 搭载Android Lollipop的操作系统。